# Paul Clement (football)
Pour les articles homonymes, voir Clement.
Paul Clement, né le 8 janvier 1972 à Reading (Angleterre), est un entraîneur de football anglais.
Il est notamment connu pour avoir été l'entraîneur adjoint de Carlo Ancelotti lors de ses passages à Chelsea, au Paris Saint-Germain, au Real Madrid et au Bayern Munich. Il a également entraîné l'équipe de Derby County entre juin 2015 et février 2016 et occupé des postes de management en équipe d'Irlande espoirs, à Fulham et à Blackburn Rovers.

## Biographie
Paul Clement est le fils de Dave Clement (en), ancien international anglais ayant notamment évolué à Queens Park Rangers entre 1965 et 1979, et le frère ainé de Neil Clement (en), lui aussi footballeur ayant évolué à West Bromwich Albion entre 2000 et 2010. La carrière de joueur de Paul se limite cependant aux deux clubs amateurs de Banstead Athletic et de Corinthian Casuals,.
Il décide de se consacrer au management à partir de 1996, à l'âge de 23 ans, travaillant alors au Center of Excellence de Chelsea et officiant parallèlement comme professeur d'éducation physique. Il obtient en 1999 une licence d'entraîneur « A », délivrée par l'UEFA, et se consacre entièrement à une carrière d'entraîneur, obtenant un poste dans l'académie de Fulham en 2000. Il fait également partie du staff technique de l'équipe d'Irlande espoirs, assistant Don Givens.
Clement fait son retour à Chelsea en 2007, intégrant dans un premier temps le staff de l'équipe des moins de 16 ans du club avant de monter progressivement jusqu'à devenir entraîneur adjoint de Guus Hiddink en 2009. Après le départ du Néerlandais, il devient l'adjoint de Carlo Ancelotti durant ses deux saisons au club, remportant notamment le championnat en 2010.
Après son départ de Chelsea, il devient brièvement l'adjoint de Steve Kean à partir d'octobre 2011 avant de rejoindre Ancelotti au Paris Saint-Germain en janvier 2012, remportant le championnat de France en 2013.
Clement suit Ancelotti lorsque celui-ci est nommé entraîneur du Real Madrid en juin 2013, où le club remporte la Coupe d'Espagne et la Ligue des champions à l'issue de la saison 2013-2014. Ancelotti est cependant renvoyé à l'issue de la saison suivante le 25 mai 2015, entraînant la démission de Clement quatre jours plus tard.
Quelques jours plus tard, il est nommé à la tête de Derby County, club de deuxième division anglaise, en remplacement de Steve McClaren auteur d'une décevante huitième place. Il est renvoyé le 8 février 2016, le président Mel Morris estimant que l'équipe « n'avait pas assez progressé », alors que le club se place alors en cinquième position.
Clement rejoint une nouvelle fois Carlo Ancelotti en juin 2016, cette fois au Bayern Munich, y remportant la Supercoupe d'Allemagne avant d'être nommé entraîneur de Swansea City le 3 janvier 2017.
Il est démis de ses fonctions le 20 décembre 2017 alors que Swansea est dernier de Premier League.
Le 23 mars 2018, il nommé entraîneur du Reading FC, alors vingtième de deuxième division anglaise. Il est renvoyé neuf mois plus tard alors que le club se trouve à la limite des places de relégation.
Le 3 juillet 2020, il signe un contrat de 3 saisons au Cercle de Bruges en tant qu'entraîneur principal. Il est démis de ses fonctions le 1er février 2021, le club étant 17e et avant-dernier du championnat belge.

## Statistiques
| Derby County  | 1er juin 2015  | 8 février 2016   | 33  | 14 | 12 | 7  | 42,4 |
| Swansea City  | 3 janvier 2017 | 20 décembre 2017 | 41  | 14 | 5  | 22 | 34,1 |
| Reading FC    | 23 mars 2018   | 6 décembre 2018  | 30  | 7  | 8  | 15 | 23,3 |
| Cercle Bruges | 3 juillet 2020 | 1er février 2021 | 25  | 7  | 1  | 17 | 28   |
| Total         | Total          | Total            | 129 | 42 | 26 | 61 | 33,7 |